# Rui Pedro (football, 1966)
Pour les articles homonymes, voir Rui Pedro.
Rui Pedro Dinis Matos Pires, plus communément appelé Rui Pedro, né le 2 octobre 1966 au Portugal, est un footballeur portugais évoluant au poste d'attaquant.

## Biographie
Formé au Sporting CP dans les catégories jeunes, Rui Pedro rejoint ensuite les juniors du Benfica en 1984. Il fait ses débuts professionnels avec le club lisboète lors de la saison 1985-1986, où il dispute ses premiers matchs en Primeira Liga.
Il remporte deux Coupes du Portugal en 1986 et 1987, il est même Champion du Portugal durant cette saison 1986-1987.
Après deux saisons avec Benfica, il est successivement prêté dans plusieurs clubs portugais, dont le Vitória FC, Varzim SC et O Elvas CAD. Transféré définitivement à Elvas, il joue ensuite au CD Montijo, où il inscrit plusieurs buts en Segunda Liga. Il termine sa carrière au FC Barreirense en 2000.
Il dispute trois matchs pour aucun but marqué en équipe du Portugal des moins de 21 ans dans le cadre du Tournoi de Toulon.

## Palmarès
SL Benfica
- Championnat du Portugal :  
  - Vainqueur : 1986-87.
- Coupe du Portugal :  
  - Vainqueur : 1985-86 et 1986-87.
- Supercoupe du Portugal :  
  - Vainqueur : 1985.